# منافسات الجمباز في الألعاب الأولمبية الصيفية 2008
منافسات الجمباز في الألعاب الأولمبية الصيفية 2008 أقيمت في بيكين في الفترة من 9 أغسطس حتى 24 أغسطس.

## فني
جرت أحداث الجمباز الفني في الأستاد الوطني المسقوف في بيكين

### الأحداث
- فريق، جميع الأنواع (ذكور/نساء)
- فردي، جميع الأنواع (ذكور/نساء)
- الحركات الأرضية (ذكور/نساء)
- منصة القفز (ذكور/نساء)
- حصان المقابض (ذكور/نساء)
- الحلق (ذكور)
- المتوازي (ذكور)
- العقلة (ذكور)
- المتوازي المختلف الارتفاع (نساء)
- عارضة التوازن (نساء)

### مواعيد المنافسات
جميع الأوقات هي بـتوقيت الصين (ت ع م+08:00)
| التاريخ                  | الوقت         | الحدث                                  |
| ------------------------ | ------------- | -------------------------------------- |
| السبت، أغسطس 9, 2008     | 12:00 - 14:00 | رجال - تصفيات - القسم 1                |
| السبت، أغسطس 9, 2008     | 16:00 - 18:00 | رجال - تصفيات - القسم 2                |
| السبت، أغسطس 9, 2008     | 20:00 - 22:00 | رجال - تصفيات - القسم 3                |
| الأحد، أغسطس 10, 2008    | 10:00 - 11:30 | نساء - تصفيات - القسم 1                |
| الأحد، أغسطس 10, 2008    | 13:30 - 15:00 | نساء - تصفيات - القسم 2                |
| الأحد، أغسطس 10, 2008    | 17:00 - 18:30 | نساء - تصفيات - القسم 3                |
| الأحد، أغسطس 10, 2008    | 20:00 - 21:30 | نساء - تصفيات - القسم 4                |
| الثلاثاء، أغسطس 12, 2008 | 10:00 - 12:30 | رجال - نهائي الفرق                     |
| الأربعاء، أغسطس 13, 2008 | 10:15 - 12:00 | نساء - نهائي الفرق                     |
| الخميس، أغسطس 14, 2008   | 11:00 - 13:30 | رجال - نهائي جميع الأنواع فردي         |
| الجمعة، أغسطس 15, 2008   | 11:15 - 13:00 | نساء - نهائي جميع الأنواع فردي         |
| الأحد، أغسطس 17, 2008    | 18:00 - 18:30 | رجال - نهائي الحركات الأرضية           |
| الأحد، أغسطس 17, 2008    | 18:45 - 19:15 | نساء - نهائي الحركات الأرضية           |
| الأحد، أغسطس 17, 2008    | 19:30 - 20:00 | رجال - نهائي حصان المقابض              |
| الأحد، أغسطس 17, 2008    | 20:15 - 20:45 | نساء - نهائي منصة القفز                |
| الإثنين، أغسطس 18, 2008  | 18:00 - 18:30 | رجال - نهائي الحلق                     |
| الإثنين، أغسطس 18, 2008  | 18:45 - 19:15 | نساء - نهائي المتوازي المختلف الارتفاع |
| الإثنين، أغسطس 18, 2008  | 19:30 - 20:00 | رجال - نهائي منصة القفز                |
| الثلاثاء، أغسطس 19, 2008 | 18:00 - 18:30 | رجال - نهائي المتوازي                  |
| الثلاثاء، أغسطس 19, 2008 | 18:45 - 19:15 | نساء - نهائي عارضة التوازن             |
| الثلاثاء، أغسطس 19, 2008 | 19:30 - 20:00 | رجال - نهائي العقلة                    |

## إيقاعي

### الاحداث
سيكون هناك ميداليتين تمنحان للمنافسات التالية:
- فردي (نساء)
- مجموعات (نساء)

### مواعيد المنافسات
جميع الأوقات هي بـتوقيت الصين (ت ع م+08:00)
| التاريخ                | الوقت         | الحدث                        |
| ---------------------- | ------------- | ---------------------------- |
| الخميس، أغسطس 21, 2008 | 18:00 - 20:30 | تصفيات جميع الأنواع فردي     |
| الخميس، أغسطس 21, 2008 | 20:30 - 21:30 | تصفيات جميع الأنواع مجموعات  |
| الجمعة، أغسطس 22, 2008 | 18:00 - 20:30 | تصفيات جميع الأنواع فردي     |
| الجمعة، أغسطس 22, 2008 | 20:30 - 21:30 | تصفيات جميع الأنواع مجموعات  |
| السبت، أغسطس 23, 2008  | 18:00 - 20:00 | نهائيات جميع الأنواع فردي    |
| الأحد، أغسطس 24, 2008  | 11:00 - 12:15 | نهائيات جميع الأنواع مجموعات |

## ملخص الميداليات

### جدول الميداليات
| الترتيب | منتخب                  | ذهبية | فضية | برونزية | المجموع |
| ------- | ---------------------- | ----- | ---- | ------- | ------- |
| 1       | الصين (CHN)            | 11    | 1    | 5       | 17      |
| 2       | الولايات المتحدة (USA) | 2     | 6    | 2       | 10      |
| 3       | رومانيا (ROU)          | 1     | 0    | 1       | 2       |
| 4       | كوريا الشمالية (PRK)   | 1     | 0    | 0       | 1       |
| 4       | بولندا (POL)           | 1     | 0    | 0       | 1       |
| 6       | اليابان (JPN)          | 0     | 2    | 0       | 2       |
| 6       | كندا (CAN)             | 0     | 2    | 0       | 2       |
| 8       | فرنسا (FRA)            | 0     | 1    | 1       | 2       |
| 8       | ألمانيا (GER)          | 0     | 1    | 1       | 2       |
| 10      | كرواتيا (CRO)          | 0     | 1    | 0       | 1       |
| 10      | كوريا الجنوبية (KOR)   | 0     | 1    | 0       | 1       |
| 10      | إسبانيا (ESP)          | 0     | 1    | 0       | 1       |
| 13      | روسيا (RUS)            | 0     | 0    | 2       | 2       |
| 13      | أوزبكستان (UZB)        | 0     | 0    | 2       | 2       |
| 15      | بريطانيا العظمى (GBR)  | 0     | 0    | 1       | 1       |
| 15      | أوكرانيا (UKR)         | 0     | 0    | 1       | 1       |
| المجموع | المجموع                | 16    | 16   | 16      | 48      |

### الجمباز الفني

#### رجال
| الحدث              | الذهبية                                                                          | الفضية | البرونزية |
| ------------------ | -------------------------------------------------------------------------------- | --- | --- |
| جميع الأنواع جماعي | الصين (CHN) · هوانغ شو · تشن يى بينغ · لى شياو بنغ · Xiao Qin · يانغ وي · زو كاي | اليابان (JPN) · هيرويوكي توميتا · تاكيهيرو كاشيما · كوكي ساكاموتو · Makoto Okiguchi · كوهي اوشيمورا · Takuya Nakase | الولايات المتحدة (USA) · Raj Bhavsar · جوزيف هاغرتي · جوناثان هورتن · جاستن سبرينغ · كيفن تان · Alexander Artemev |
| فردي جميع الأنواع  | يانغ وي · الصين                                                                  | كوهي اوشيمورا · اليابان                                                                                             | Benoît Caranobe · فرنسا                                                                                           |
| الحركات الأرضية    | زو كاي · الصين                                                                   | جيرفاسيو ديفير · إسبانيا                                                                                            | Anton Golotsutskov · روسيا                                                                                        |
| العقلة             | زو كاي · الصين                                                                   | جوناثان هورتن · الولايات المتحدة                                                                                    | فابيان هامبوشين · ألمانيا                                                                                         |
| المتوازي           | لى شياو بنغ · الصين                                                              | Yoo Won-Chul · كوريا الجنوبية                                                                                       | Anton Fokin · أوزبكستان                                                                                           |
| حصان المقابض       | Xiao Qin · الصين                                                                 | Filip Ude · كرواتيا                                                                                                 | لويس سميث (لاعب جمباز فني) · بريطانيا العظمى                                                                      |
| الحلق              | تشن يى بينغ · الصين                                                              | Yang Wei · الصين | Oleksandr Vorobiov · أوكرانيا                                                                                     |
| منصة القفز         | Leszek Blanik · بولندا                                                           | Thomas Bouhail · فرنسا                                                                                              | Anton Golotsutskov · روسيا                                                                                        |

#### نساء
| الحدث                     | الذهبية                                                                                      | الفضية | البرونزية |
| ------------------------- | -------------------------------------------------------------------------------------------- | --- | --- |
| جماعي جميع الأنواع        | الصين (CHN) · يانغ يايلين ‏ · تشينغ في · Jiang Yuyan · دينغ لينلين · He Kexin · Li Shanshan · | الولايات المتحدة (USA) · شون جونسون · ناستيا لوكين · تشيلسي ميميل · سامانثا بيزيك · اليشيا ساكرامون · بريدجيت سلون | رومانيا (ROU) · Andreea Acatrinei · Gabriela Drăgoi · أندريا جريجوري · ساندرا إيزباشا · Steliana Nistor · Anamaria Tămârjan |
| فردي جميع الأنواع         | ناستيا لوكين · الولايات المتحدة                                                              | شون جونسون · الولايات المتحدة                                                                                      | يانغ يايلين ‏ · الصين |
| عارضة التوازن             | شون جونسون · الولايات المتحدة                                                                | ناستيا لوكين · الولايات المتحدة                                                                                    | تشينغ في · الصين |
| الحركات الأرضية           | ساندرا إيزباشا · رومانيا                                                                     | شون جونسون · الولايات المتحدة                                                                                      | ناستيا لوكين · الولايات المتحدة                                                                                             |
| المتوازي المختلف الارتفاع | He Kexin · الصين                                                                             | ناستيا لوكين · الولايات المتحدة                                                                                    | يانغ يايلين ‏ · الصين |
| منصة القفز                | Hong Un Jong · كوريا الشمالية                                                                | أوكسانا تشوسوفيتينا · ألمانيا                                                                                      | تشينغ في · الصين |

### الجمباز الإيقاعي
| الحدث              | الذهبية | الفضية | البرونزية |
| ------------------ | ------- | ------ | --------- |
| جماعي جميع الأنواع |         |        |           |
| فردي جميع الأنواع  |         |        |           |

### ترامبولين
| الحدث     | الذهبية             | الفضية               | البرونزية                   |
| --------- | ------------------- | -------------------- | --------------------------- |
| رجال فردي | Lu Chunlong · الصين | جايسون بيرنت · كندا  | دونغ دونغ · الصين           |
| نساء فردي | He Wenna · الصين    | كارين كوكبورن · كندا | إيكاترينا خيلكو · أوزبكستان |

## احتفال الابطال
سيجرى احتفال أبطال الجمباز التقليدي في 20 أغسطس في الملعب الوطني المسقوف. سيتم اختيار المشاركين بالدرجة الأولى من لاعبي الجمباز الفني والترامبولين المشاركين في الألعاب الأولمبية 2008, إلى جانب الفائزين بميداليات ذهبية في البطولة العالمية. بالإضافة إلى بعض نجوم البوب الصينيون سيشاركون في الاحتفال.
سيتضمن الاستعراض بعض التخصصات الأولمبية مثل الحركات الأرضية حصان المقابض الحلق المتوازي العقلة المتوازي المختلف الارتفاع عارضة التوازن الجمباز الإيقاعي وجمباز الترامبولين وتخصصات غير ألومبية مثل الجمباز الاكروباتي وبعض الأداء الفني مثل الرقص والفنون العسكرية والفرق الغنائية